# Hommelnestmot
De hommelnestmot of koloniemot (Aphomia sociella) (voorheen vaak hommelmot genoemd) is een nachtvlinder uit de familie Pyralidae (snuitmotten). De vlinder heeft een spanwijdte van 18 tot 44 millimeter. Bij de imago is sprake van seksuele dimorfie; de mannetjes hebben een roomwitte vleugelbasis van de voorvleugel, terwijl de voorvleugel van de vrouwtjes een geheel bruingroene basiskleur heeft. Verwante soorten waarvan de larven eveneens in nesten van bijen, wespen of hommels leven zijn de grote wasmot (Galleria mellonella) en de kleine wasmot (Achroia grisella).
De larven van de hommelnestmot leven in nesten van hommels en in mindere mate honingbijen en gewone wespen en doen zich daar te goed aan de was. Omdat vaak grote aantallen in een nest zitten kunnen ze zonder moeite alle was opeten. Deze eigenschap en het feit dat ze geulen in het hout van de nestkasten graven maakt ze niet geliefd bij imkers.
De vliegtijd van deze in Nederland en België algemene vlinder is van juni tot en met augustus.